# Die Bucht
Die Bucht (englischer Originaltitel: The Cove) ist ein Oscar-prämierter Dokumentarfilm aus dem Jahr 2009 von Regisseur Louie Psihoyos mit dem Tierschutzaktivisten Richard O’Barry. 

## Handlung
Die Filmemacher dokumentieren, wie im japanischen Küstenort Taiji regelmäßig rund 2.000 Delfine, hauptsächlich Große Tümmler, in eine nicht einsehbare Bucht (33° 35′ 56″ N, 135° 56′ 47″ O) getrieben werden, die von der Außenwelt durch Zäune, Stacheldraht und Sicherheitspersonal abgeschottet ist. Die schönsten Tiere werden separiert und anschließend an Delfinarien in aller Welt verkauft. Taiji ist dabei der weltweit größte Verkäufer von Delfinen an Meeresparks und Delfinarien. Die restlichen Tiere werden getötet. Der Film machte dieses Geschehen erstmals einer breiten Öffentlichkeit zugänglich. Nach Angaben der Filmemacher werden insgesamt in Japan jedes Jahr rund 23.000 Delfine getötet. 
In den 1960er Jahren war Richard O’Barry Delfintrainer für die Fernsehserie Flipper. Fünf verschiedene Tiere übernahmen die Flipper-Rolle, jedes Tier hat O’Barry damals selbst gefangen. Ein einschneidendes Erlebnis für ihn war, als das Delfin-Weibchen Cathy (eines der Flipper-Darsteller) "Selbstmord" beging und in seinen Armen starb. Zudem erkannte er, dass Delfine sich ihrer Existenz bewusst seien, sich auf Fernsehaufnahmen und im Spiegel erkennen und von anderen Artgenossen unterscheiden können. Seit 1970 kämpft er nun für den Schutz der Tiere und gegen Delfinarien.
Da es sich bei Delfinen um Cetacea (Wale) handelt, müssten diese dem Film zufolge von der Internationalen Walfangkommission (IWC) eigentlich geschützt werden, dennoch ignorierten einige Mitgliedsländer das internationale Übereinkommen. Sie schließen kleinere Walarten wie Delfine aus kommerziellen Interessen vom Fangverbot aus. Japan versucht, das Walfang-Verbot komplett aufheben zu lassen, indem man kleinere Länder dafür bezahlt, dass sie dem IWC beitreten und für Japan stimmen. Nachdem sich Dominica aus dem IWC wieder zurückgezogen hatte, konnte Japan die Länder Kambodscha, Ecuador, Eritrea, Guinea-Bissau, Kiribati, Laos und die Marshallinseln für seine Zwecke gewinnen. 
Die Delfin-Fischer in Japan behaupten, die Delfinjagd und der Verzehr von Delfinfleisch wäre eine lange Tradition. Doch O’Barry erklärt, dass die Art der Jagd (Treibjagd auf die schallempfindlichen Tiere durch Lärm) erst aufgrund neuerer wissenschaftlicher Erkenntnisse begonnen habe und keine Tradition haben könne. Zudem esse die Mehrheit in Japan weder Delfinfleisch, noch habe man je davon gehört, dass in Japan Delfine gejagt würden. 
In Japan liegt der empfohlene Höchstwert an Quecksilber bei Meeresfrüchten bei 0,4 ppm, in Delfinfleisch wurden Werte von 2000 ppm gemessen. Das Delfinfleisch soll zudem absichtlich falsch deklariert, als Walfleisch, verkauft werden, ohne dass die Regierung etwas dagegen unternehme. Bereits 1956 sollen beim Auftreten der Minamata-Krankheit die hierfür ursächlichen Quecksilbervergiftungen von der japanischen Regierung vertuscht worden sein.
Die Arbeit am Film soll von den örtlichen Behörden, der Polizei und den Fischern behindert und die Filmemacher bedroht worden sein. Mit Hilfe von Tauch- und Surfgängen sowie verdeckten Aktionen verschaffte man sich Zugang. Ebenso wurden zwei Apnoetaucher, Nachtsichtgeräte sowie in künstlichen Steinen versteckte Kameras und Unterwassermikrofone eingesetzt, um die Aufnahmen unbemerkt anfertigen zu können.

## Hintergrund
Bis zu 150.000 Euro zahlen Delfinarien und Vergnügungsparks in aller Welt für einen Delfin. Die boomende Delfinarium-Industrie bietet einen finanziellen Anreiz, um die Jagd in Taiji in Gang zu halten.
Lob und eine Unterstützungszusage für den Kampf gegen die Treibjagd auf Delfine kamen von Sänger Sting und Schauspieler Pierce Brosnan. Der Netscape-Gründer Jim Clark unterstützte die Produktion des Films als ausführender Produzent mit 2,5 Millionen US-Dollar.
Der Film kam am 22. Oktober 2009 in die deutschen Kinos, am 11. März 2010 erschien er auf DVD und Blu-Ray. Beim Kinostart in Japan musste die erste kommerzielle Aufführung in Tokio unter Polizeischutz stattfinden, zudem haben Nationalisten mehrfach Aufführungen verhindert. Nach Abflauen der Proteste lief der Film in den japanischen Kinos dann „erstaunlich erfolgreich“.
Im deutschen Fernsehen wurde Die Bucht am 5. März 2012 auf n-tv ausgestrahlt und am 17. Mai 2012 auf RTL Nitro.
Der im Film bezüglich der Quecksilberbelastung von Delfinfleisch interviewte Toxikologe Tetsuya Endō verklagte den japanischen Distributor auf Entfernung seines Interviews und Schadenersatz, da seine Aussagen aus dem Zusammenhang gerissen bzw. umgeschnitten seien und er keiner Veröffentlichung zugestimmt habe.
Auf Bitten der Stadtverwaltung von Taiji untersuchte 2010 das zum Umweltministerium gehörige National Institute for Minamata Disease ein Drittel der Einwohner auf Methylquecksilber-Belastungen. Diese war mehr als viermal so hoch wie bei Personen außerhalb Taijis, und 43 Personen lagen über den von der WHO angenommenen Grenzwert von 50 ppm, ab dem eine Quecksilbervergiftung auftritt. Dennoch konnten bei keinem Einwohner Quecksilbererkrankungen nachgewiesen werden.

## Kritiken
„‚Die Bucht – The Cove‘ von Louie Psihoyos ist einer der emotionalsten Spannungsfilme der letzten Zeit. […] In der Bucht ist das Wasser schließlich vom Blut der massakrierten Tiere rot gefärbt. Ihr Fleisch geht an den Handel. Oftmals deklariert als Walfleisch. Doch auch das ist keineswegs ungefährlich, denn die Fische sind mit Schwermetallen wie Quecksilber, Blei, Cadmium und pharmazeutischen Giften verseucht. Was letztlich zum Menschen zurückschlägt, denn er steht hier am Ende der Nahrungskette.“

„‚Öko-Thriller‘ ist das Wort, das dabei gerne fällt, und tatsächlich hat ‚Die Bucht‘ eine Form, die dem Krimi erstaunlich nahe kommt. Nachdem das Team bei den offiziellen Recherchen keinen Schritt vorankommt, beginnen die verdeckten Ermittlungen – in einer Größenordnung, die jedem Spionage-Ring zur Ehre gereichen würde: Taucher werden eingeflogen, nächtliche Einbrüche unternommen, ferngesteuerte Kameras versteckt, all das akribisch mitgedreht und kommentiert.“

## Auszeichnungen
- Bei der Oscarverleihung 2010 gewann der Film einen Oscar in der Kategorie Bester Dokumentarfilm.
- Auf dem Sundance Film Festival 2009 gewann der Film den Publikumspreis und war für den Großen Preis der Jury nominiert.
- Producers Guild of America Award 2010 an die Produzenten Stevens und Pesmen als Produzenten des Jahres.
- Die Deutsche Film- und Medienbewertung (FBW) verlieh dem Film das Prädikat wertvoll.